# Химна Ватикана
Понтификална химна и марш (лат. Inno e Marcia Pontificale) је национална химна Ватикана. Текст на италијанском језику је написао Антонио Алегра (Antonio Allegra) (1905-1969), док је музику компоновао Шарл Гуно (Charles Gounod) (1818-1893).
Химна је формално била усвојена декретом папе Пија XII, ради обележавања 1950. година хришћанства. Прво извођење химне је било тим поводом 24. децембра 1949. године. 
Гуно је у ствари оригинално написао Понтификални марш у циљу прославе златног јубилеја папе Пија IX (20 година на челу католичке цркве). Први пут је изведена на Тргу Светог Петра, 11. априла 1869. године у присуству папе Пија IX, и у извођењу седам војних оркестара. 
Све до 1950. године, као химна Ватикана је коришћена песма коју је 1857. компоновао Виторино Халамајр (Vittorino Hallmayr).
Верзија химне на кебуано језику – Вољена земља – се појављује касних 80-их и почетком 90-их, са текстом који је саставио монсињор Руди Вилануева (Rudy Villanueva). Она није превод ни текста са италијанског, ни латинског, већ представља молитву за заштиту Филипинаца.

## Текст на латинском I
(Raffaello Lavagna) 

O felix Roma - O Roma nobilis.
Sedes es Petri, qui Romae effudit sanguinem,

Petri, cui claves datae sunt regni caelorum.
Pontifex, Tu successor es Petri;

Pontifex, Tu magister es tuos confirmas fratres;

Pontifex, Tu qui Servus servorum Dei,

hominumque piscator, pastor es gregis,

ligans caelum et terram.
Pontifex, Tu Christi es vicarius super terram,

rupes inter fluctus, Tu es pharus in tenebris;

Tu pacis es vindex, Tu es unitatis custos,

vigil libertatis defensor; in Te potestas.
Tu Pontifex, firma es petra, et super petram

hanc aedificata est Ecclesia Dei.
O felix Roma - O Roma nobilis.

## Текст на латинском II
(Evaristo D'Anversa) 

Roma, alma parens, Sanctorum Martyrumque, 

Nobile carmen, te decete, sonorumque, 

Gloria in excelsis, paternæ maiestati 

Pax et in terra fraternæ caritati 

Ad te clamamus, Angelicum pastorem: 

Quam vere refers, Tu mitem Redemptorem! 

Magister Sanctum, custodis dogma Christi, 

Quod unun vitæ, solamen datur isti. 

Non prævalebunt horrendæ portæ infernæ, 

Sed vis amoris veritatisque æternæ. 

Salve, Roma! 

In te æterna stat historia, 

Inclyta, fulgent gloria 

Monumenta tot et aræ. 

Roma Petri et Pauli, 

Cunctis mater tu redemptis, 

Lúmen cunctæ in facie gentis 

Mundique sola spes! 

Salve, Roma! 

Cuius lux occasum nescit, 

Splendet, incandescit, 

Et iniquo oppilat os. 

Pater Beatissime, 

Annos Petri attinge, excede 

Unum, quæsumus, concede: 

Tu nobis benedic. 

## Текст на италијанском
INNO
Roma immortale di Martiri e di Santi, 

Roma immortale accogli i nostri canti:

Gloria nei cieli a Dio nostro Signore,

Pace ai Fedeli, di Cristo nell'amore.
A Te veniamo, Angelico Pastore,

In Te vediamo il mite Redentore,

Erede Santo di vera e santa Fede;

Conforto e vanto a chi combate e crede,

Non prevarranno la forza ed il terrore,

Ma regneranno la Verità, l'Amore.
MARCIA PONTIFICALE

Salve Salve Roma, patria eterna di memorie,

Cantano le tue glorie mille palme e mille altari.
Roma degli apostoli, Madre guida dei Rendenti,

Roma luce delle genti, il mondo spera in te!

Salve Salve Roma, la tua luce non tramonta,

Vince l'odio e l'onta lo splendor di tua beltà.
Roma degli Apostoli, Madre e guida dei Redenti,

Roma luce delle genti, il mondo spera in te!

## Превод на српски
ХИМНА
О Риме бесмртни, граде мученика и светитеља, 

О бесмртни Риме, прими наше молитве, 

Слава Богу и Господу нашем на небесима

А мир међу људима који Христа славе!

Теби долазимо, анђеоски Пастиру, 

У теби видимо кротког Спаситеља. 

Ти си свети наследник Славе, 

Охрабрење и понос оних који верују и који се боре. 

Сила и насиље неће загосподарити, 

Али истина и љубав хоће. 

ПОНТИФИКАЛНИ МАРШ

Живео, О Риме, вечно пребивалиште сећања;

Хиљаде палми и хиљаде олтара пева у твоју славу. 
 
Граде Апостолски, мајко и водичу изабрани, 

Светлости нација, и надо свету! 

Живео, О Риме ! Твоја светла никада неће избледети;

Рушитељи лепоте твоје нестају у мржњи и сраму. 

Граде Апостолски, мајко и водичу изабрани, 

Светлости нација, и надо свету!